# Campeonato de Fórmula Regional Asiática
El Campeonato de Fórmula Regional Asiática (anteriormente conocido como Campeonato Asiático de F3) es un campeonato de Fórmula Regional certificado por la Federación Internacional del Automóvil (FIA), inaugurado en 2018. Es organizado por Topspeed Shanghai.
Cada campeonato consiste en cinco rondas con tres carreras cada una en diferentes pistas asiáticas, que desde 2021 se realizan en enero y febrero. Otorga puntos para la Superlicencia de la FIA. Los mismos que la Fórmula Regional de las Américas y la Fórmula Regional Japonesa.
En diciembre de 2021, el campeonato se renombró como «Fórmula Regional Asiática» para el año 2022.

## Monoplaza
El chasis es un Tatuus F3 T‑318 y está propulsado por un motor cuatro cilindros turboalimentado fabricado por Alfa Romeo y construido por Autotecnica, que otorga 270 cv. Monta neumáticos de Giti Tire.

## Circuitos
Lista de circuitos donde el campeonato ha disputado carreras:
| - Circuito Internacional de Ningbó (2018) - Circuito Internacional de Shanghái (2018-2019) - Circuito Internacional de Sepang (2018-2020) - Circuito de Suzuka (2019) - Circuito Internacional de Chang (2019-2020) - Autódromo de Dubái (2020-2022) - Circuito Yas Marina (2020-2022) |

## Campeones

### Campeonato de Pilotos
| Año                                     | Piloto                    | Escudería                   | Puntos                    | Margen                    | Segundo                   | Tercero                   | Ref.                      |
| Campeonato Asiático de F3               | Campeonato Asiático de F3 | Campeonato Asiático de F3   | Campeonato Asiático de F3 | Campeonato Asiático de F3 | Campeonato Asiático de F3 | Campeonato Asiático de F3 | Campeonato Asiático de F3 |
| --------------------------------------- | ------------------------- | --------------------------- | ------------------------- | ------------------------- | ------------------------- | ------------------------- | ------------------------- |
| 2018                                    | Raoul Hyman               | Hitech Grand Prix           | 227                       | 2                         | Jake Hughes               | Jaden Conwright           | [ 6 ]                     |
| 2019                                    | Ukyo Sasahara             | Hitech Grand Prix           | 301                       | 25                        | Jack Doohan               | Daniel Cao                | [ 7 ]                     |
| 2019-20                                 | Joey Alders               | BlackArts Racing Team       | 266                       | 37                        | Jack Doohan               | Nikita Mazepin            | [ 8 ]                     |
| 2021                                    | Guanyu Zhou               | Abu Dhabi Racing by Prema   | 257                       | 16                        | Pierre-Louis Chovet       | Jehan Daruvala            | [ 9 ]                     |
| Campeonato de Fórmula Regional Asiática |                           |                             |                           |                           |                           |                           |                           |
| 2022                                    | Arthur Leclerc            | Mumbai Falcons India Racing | 218                       | 60                        | Pepe Martí                | Isack Hadjar              | [ 11 ]                    |

### Campeonato de Escuderías
| Año                                     | Escudería                   | Puntos                    | Margen                    | Segundo                   | Tercero                          | Ref.                      |
| Campeonato Asiático de F3               | Campeonato Asiático de F3   | Campeonato Asiático de F3 | Campeonato Asiático de F3 | Campeonato Asiático de F3 | Campeonato Asiático de F3        | Campeonato Asiático de F3 |
| --------------------------------------- | --------------------------- | ------------------------- | ------------------------- | ------------------------- | -------------------------------- | ------------------------- |
| 2018                                    | Hitech Grand Prix           | 227                       | 215                       | Absolute Racing           | Super License                    | [ 6 ]                     |
| 2019                                    | Hitech Grand Prix           | 301                       | 197                       | Absolute Racing           | BlackArts Racing                 | [ 7 ]                     |
| 2019-20                                 | BlackArts Racing Team       | 266                       | 29                        | Pinnacle Motorsport       | Absolute Racing                  | [ 8 ]                     |
| 2021                                    | Abu Dhabi Racing by Prema   | 257                       | 98                        | Evans GP                  | Mumbai Falcons India Racing Ltd. | [ 9 ]                     |
| Campeonato de Fórmula Regional Asiática |                             |                           |                           |                           |                                  |                           |
| 2022                                    | Mumbai Falcons India Racing | 348                       | 84                        | Hitech Grand Prix         | Pinnacle Motorsport              | [ 11 ]                    |

### Copa Másters
| Año                                     | Piloto                    | Escudería                 | Ref.                      |
| Campeonato Asiático de F3               | Campeonato Asiático de F3 | Campeonato Asiático de F3 | Campeonato Asiático de F3 |
| --------------------------------------- | ------------------------- | ------------------------- | ------------------------- |
| 2018                                    | Yin Hai Tao               | Zen-Motorsport            | [ 6 ]                     |
| 2019                                    | Paul Wong                 | 852 Challengers           | [ 7 ]                     |
| 2019-20                                 | Thomas Luedi              | BlackArts Racing Team     | [ 8 ]                     |
| 2021                                    | No se realizó             | No se realizó             | No se realizó             |
| Campeonato de Fórmula Regional Asiática |                           |                           |                           |
| 2022                                    | Khaled Al Qubaisi         | Abu Dhabi Racing by Prema | [ 11 ]                    |

### Copa de Novatos
| Año                                     | Piloto                    | Escudería                 | Ref.                      |
| Campeonato Asiático de F3               | Campeonato Asiático de F3 | Campeonato Asiático de F3 | Campeonato Asiático de F3 |
| --------------------------------------- | ------------------------- | ------------------------- | ------------------------- |
| 2021                                    | Ayumu Iwasa               | Hitech Grand Prix         | [ 9 ]                     |
| Campeonato de Fórmula Regional Asiática |                           |                           |                           |
| 2022                                    | Pepe Martí                | Pinnacle Motorsport       | [ 11 ]                    |